# Rhipsalis kirbergii
Rhipsalis kirbergii là một loài thực vật có hoa trong họ Cactaceae. Loài này được Barthlott miêu tả khoa học đầu tiên năm 1974.